# Helga Arendt
Helga Arendt (Keulen, 24 april 1964–18 mei 2013) was een atleet uit Duitsland.
Op de Olympische Zomerspelen van Seoul in 1988 liep Arendt voor West-Duitsland de 400 meter en de 4x400 meter estafette. Met het estafette-team eindigde Arendt op de vierde plaats. Bij het individuele nummer eindigde ze als zevende in de finale.
Op de Wereldkampioenschappen indooratletiek 1989 won Arendt de gouden medaille op de 400 meter, een jaar daarvoor haalde ze al zilver op het EK indoor.
Ook was ze veertien maal nationaal kampioene van West-Duitsland, zowel op estafette-nummers als individueel op de 400 meter.
In 1990 verscheen een artikel in de Duitse krant Der Spiegel over systematisch dopinggebruik bij de atletiekvereniging waar Arendt was aangesloten. Volgens dat artikel zou Arendt hierbij betrokken zijn geweest.
In 2013 overlijdt Arendt aan de gevolgen van borstkanker.
- World Athletics: 14349567